# Hải dương học âm thanh
Hải dương học âm thanh là việc sử dụng âm thanh dưới nước để nghiên cứu biển, ranh giới và nội dung của nó. 

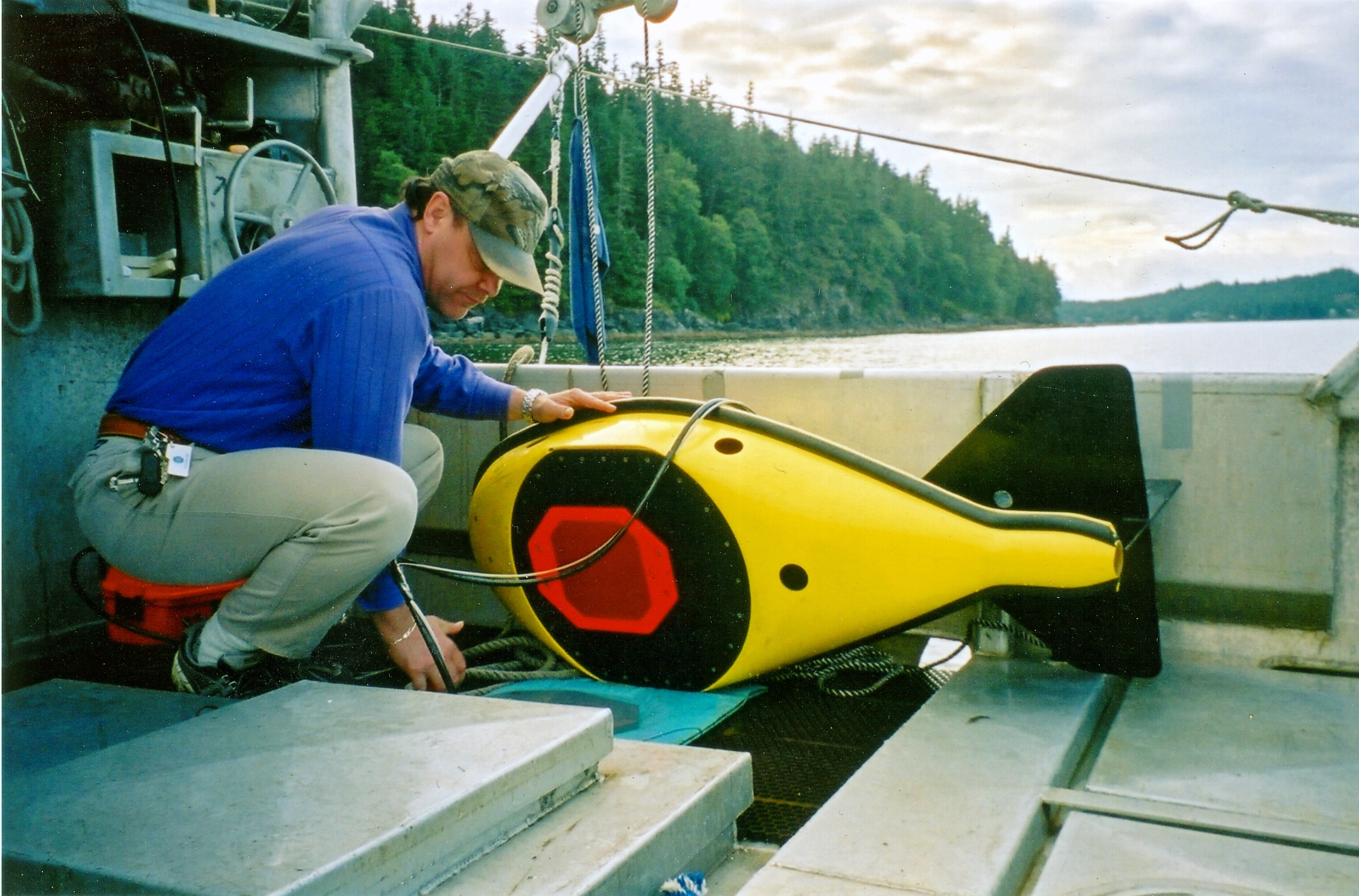
Một vây kéo thủy âm 38 kHz được sử dụng để tiến hành khảo sát âm thanh bởi NOAA. Alaska, Đông Nam.

## Lịch sử
Quan tâm đến việc phát triển các hệ thống tiếng vang bắt đầu một cách nghiêm túc sau vụ chìm tàu RMS Titanic vào năm 1912. Bằng cách gửi một sóng âm thanh trước một con tàu, theo như lý thuyết, tiếng vang dội lại từ phần chìm của tảng băng chìm sẽ đưa ra cảnh báo sớm về các vụ va chạm. Bằng cách hướng cùng loại chùm tia xuống dưới, độ sâu xuống đáy đại dương có thể được tính toán.
Máy tạo tiếng vang đại dương sâu thực tế đầu tiên được phát minh bởi Harvey C. Hayes, nhà vật lý của Hải quân Hoa Kỳ. Lần đầu tiên, có thể tạo ra một hồ sơ gần như liên tục của đáy đại dương dọc theo quá trình của một con tàu. Hồ sơ đầu tiên như vậy được Hayes thực hiện trên tàu USS Stewart, một khu trục hạm của Hải quân đi từ Newport đến Gibraltar trong khoảng thời gian từ 22 đến 29 tháng 6 năm 1922. Trong tuần đó, 900 âm thanh dưới đại dương đã được tạo ra.
Sử dụng một tiếng âm vang được lọc, các tàu khảo sát của Đức Meteor đã thực hiện nhiều đường truyền qua Nam Đại Tây Dương từ xích đạo đến Nam Cực từ năm 1925 đến năm 1927, tham gia các chuông mỗi 5 đến 20 dặm. Công trình của họ đã tạo ra bản đồ chi tiết đầu tiên của Sườn núi trung Đại Tây Dương. Nó cho thấy rằng Sườn núi là một dãy núi gồ ghề, và không phải là cao nguyên mịn mà một số nhà khoa học đã hình dung. Kể từ thời điểm đó, cả tàu hải quân và tàu nghiên cứu đã vận hành máy phát tiếng vang gần như liên tục khi ở trên biển.
Những đóng góp quan trọng cho hải dương học âm thanh đã được thực hiện bởi:
- Leonid Brekhovskikh
- Walter Munk
- Herman Medwin
- John L. Spiesberger
- CC Leroy
- David E. Weston
- D. Van Holliday
- Charles Greenlaw

## Thiết bị sử dụng
Việc sử dụng công nghệ âm thanh và sonar sớm nhất và rộng rãi nhất để nghiên cứu các tính chất của biển là việc sử dụng máy tạo tiếng vang cầu vồng để đo độ sâu của nước. Bộ phát âm thanh này là những thiết bị sử dụng mà ánh xạ nhiều dặm của đáy đại dương Santa Barbara Harbour cho đến năm 1993.
Máy đo hồi âm đo độ sâu của nước. Nó hoạt động bằng cách gửi âm thanh điện tử từ tàu, do đó cũng nhận được sóng âm dội ngược từ đáy đại dương. Một biểu đồ giấy di chuyển qua máy đo và được hiệu chỉnh để ghi lại độ sâu.
Khi công nghệ tiến bộ, sự phát triển của sonar độ phân giải cao trong nửa sau của thế kỷ 20 giúp chúng ta không chỉ phát hiện các vật thể dưới nước mà còn phân loại chúng và thậm chí là hình ảnh chúng. Cảm biến điện tử hiện được gắn vào ROV kể từ, ngày nay, tàu hoặc tàu ngầm robot có Phương tiện hoạt động từ xa (ROV). Có máy ảnh được gắn vào các thiết bị này cho ra hình ảnh chính xác. Các nhà hải dương học có thể có được chất lượng hình ảnh rõ ràng và chính xác. 'Hình ảnh' cũng có thể được gửi từ sonar bằng cách có âm thanh phản xạ ra xung quanh đại dương. Thông thường sóng âm phản xạ ra khỏi động vật, đưa ra thông tin có thể được ghi nhận vào các nghiên cứu các hành vi của những động vật sống ở độ sâu thấp hơn.

## Học thuyết
Xem Clay và Medwin.

## Đo
Xem Clay và Medwin.

## Các ứng dụng
Các ứng dụng của hải dương học bao gồm:
- khảo sát quần thể cá
- phân loại các loài cá và vùng sinh vật khác
- đo tốc độ mưa
- đo tốc độ gió
- đo độ sâu của nước
- phân loại đáy biển
- chụp cắt lớp âm thanh đại dương
- nhiệt kế toàn cầu
- giám sát trao đổi khí trong đại dương

### Sinh vật biển
Nghiên cứu về sinh vật biển, từ vi sinh vật đến cá voi xanh, sử dụng âm sinh học.